# 海蓝宝石
海蓝宝石（aquamarine，原意為海水），又稱海水藍寶石，是一種矽酸鹽礦石，為綠柱石的一種。是一種透明而帶著藍色或海藍色的寶石。

## 致色原因
海藍寶石之所以會有呈現海藍色的原因，主要為Fe2+離子所致，而Fe3+則會呈現出金黃色的狀況，當Fe2+和Fe3+同時出現時，整體顏色會呈現深藍色如同藍色綠柱石的顏色。如果將藍色綠柱石加熱處理或是光照之後會將Fe3+離子轉變為Fe2+離子使其改變其顏色。另外其深藍色也可以透過高能量的粒子照射（像是伽馬射線、X光等）將其顏色改變成綠、粉紅或黃色。

## 產地
海蓝宝石的發現處大多數都在一般的綠柱石的礦脈，當中最優質的來自俄羅斯。在斯里蘭卡的礦石渣裡亦有發現海藍寶石。在巴西出產的黃色透明綠柱石，有時會被稱為“海藍橄欖石”。剛玉亦有帶海藍色的，為分別兩者，會被稱為“東方海藍寶石”。
在美國，海藍寶石可以在科羅拉多州中部的Sawatch山脈的Antero山的山頂找到。在懷俄明州，海藍寶石在大角山被發現了，在保德河山坳附近。在巴西，位於東南部的米納斯吉拉斯州、聖埃斯皮里圖州和巴伊亞州三個州都有海藍寶石的礦藏。哥倫比亞、贊比亞、馬達加斯加、馬拉維、坦桑尼亞和肯尼亞也有生產海蓝宝石的礦。
目前被開採的最大塊海藍寶石於1910年在巴西米納斯吉拉斯州的Marambaia發現。它重110公斤，尺寸是長48.5cm和直径42cm。

## 文化、歷史及神話的用途
- 海藍寶石與雞血石都是3月的誕生石，亦是19週年的紀念寶石。
- 在中世紀時期，人們認為海藍寶石可以奇蹟地克服毒物的作用。[來源請求]
- 古代的水手在航行時會佩戴海藍寶石，認為它可以保證航程的安全，並保證他們能夠安全回歸；當睡覺時，他們會把寶石放在枕頭之下，以保證睡眠充足。他們相信美人魚的魚形下身是由海藍寶石製成的。[來源請求]

## 參看

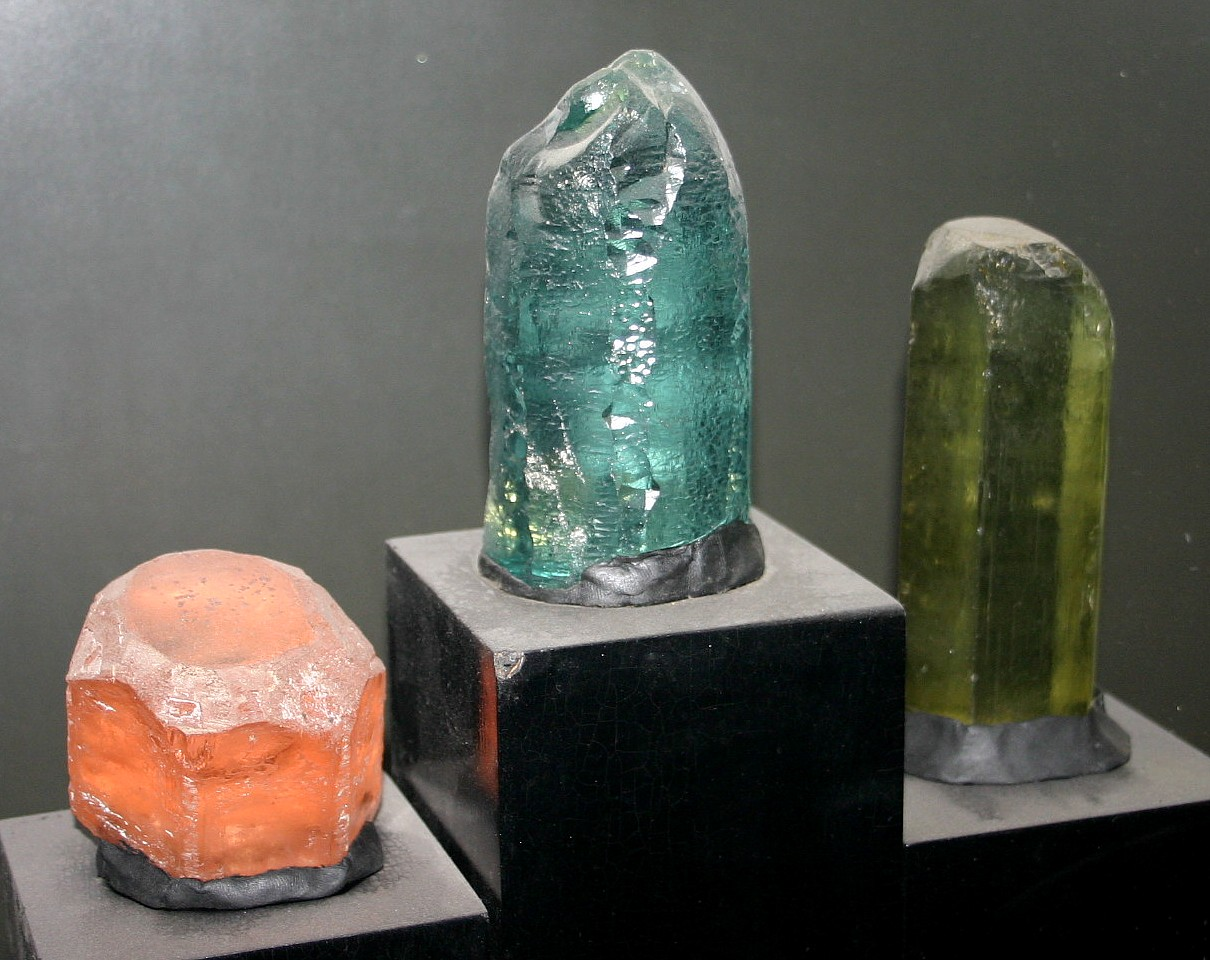
三件綠柱石結晶：中間的是海蓝宝石

- 矿物列表